# Вепрів Ординацький
Вепрів Ординацький (пол. Wieprzów Ordynacki) — село в Польщі, у гміні Тарнаватка Томашівського повіту Люблінського воєводства.
Розташоване на Закерзонні (в історичному Надсянні).
Населення — 318 осіб (2011).

## Історія
Первісним населенням Вепрова Ординацького були русини-лемки, які компактно проживали на своїх історичних землях.
У 1975-1998 роках село належало до Замойського воєводства.

## Демографія
Демографічна структура станом на 31 березня 2011 року:
|          | Загалом | Допрацездатний вік | Працездатний вік | Постпрацездатний вік |
| -------- | ------- | ------------------ | ---------------- | -------------------- |
| Чоловіки | 168     | 33                 | 113              | 22                   |
| Жінки    | 150     | 29                 | 88               | 33                   |
| Разом    | 318     | 62                 | 201              | 55                   |